# Светско првенство у атлетици у дворани 2008 — 800 метара за жене
Трка на 800 метара у женској конкуренцији на Светском првенству у атлетици 2008. у Валенсији одржано је 7., 8. и 9. марта у Дворани велодрома Луис Пуиг.
Титулу освојену у Москви 2006 бранила је Марија Мутола из Мозамбика.

## Земље учеснице
Учествовало је 20 такмичарки из 16 земаља.
1. Андора (1)
2. Аустралија (1)
3. Гвајана (1)
4. Италија (1)
5. Мадагаскар (1)
6. Мароко (1)
7. Мозамбик (1)
8. Намибија (1)
9. Пољска (1)
10. Порторико (1)
11. Румунија (1)
12. Русија (2)
13. САД (2)
14. Уједињено Краљевство (2)
15. Украјина (1)
16. Шпанија (2)

## Освајачи медаља
| Освајачи медаља |                |               |  |  |  |  |
|                 |                |               |  |  |  |  |
|                 |                |               |  |  |  |  |
|                 |                |               |  |  |  |  |
| Тамсин Луис     | Тетјана Петљук | Марија Мутола |  |  |  |  |
| Аустралија      | Украјина       | Мозамбик      |  |  |  |  |

## Рекорди
Стање 6. март 2008.
| Рекорди пре почетка Светског првенства 2008. | Рекорди пре почетка Светског првенства 2008. | Рекорди пре почетка Светског првенства 2008. | Рекорди пре почетка Светског првенства 2008. | Рекорди пре почетка Светског првенства 2008. | Рекорди пре почетка Светског првенства 2008. |
| -------------------------------------------- | -------------------------------------------- | -------------------------------------------- | -------------------------------------------- | -------------------------------------------- | -------------------------------------------- |
| Светски рекорд                               | 1:55,82                                      | Јоланда Чеплак                               | Словенија                                    | Беч, Аустрија                                | 3. март 2002.                                |
| Рекорд светских првенстава                   | 1:56,90                                      | Лудмила Форманова                            | Чешка                                        | Маебаши, Јапан                               | 7. март 1999.                                |
| Најбољи резултат сезоне                      | 1:58,84                                      | Наталија Игнатова                            | Русија                                       | Москва, Русија                               | 9. фебруар 2008.                             |
| Афрички рекорд                               | 1:57,06                                      | Марија Мутола                                | Мозамбик                                     | Лијевен, Француска                           | 12. фебруар 1999.                            |
| Азијски рекорд                               | 2:00,78                                      | Михо Сато                                    | Јапан                                        | Јокохама, Јапан                              | 22. фебруар 2003.                            |
| Северноамерички рекорд                       | 1:58,71                                      | Никол Тетер                                  | Сједињене Државе                             | Њујорк, САД                                  | 2. март 2002.                                |
| Јужноамерички рекорд                         | 1:59,21                                      | Летисија Вријезде                            | Суринам                                      | Бирмингем, Уједињено Краљевство              | 23. фебруар 1997.                            |
| Европски рекорд                              | 1:55,82                                      | Јоланда Чеплак                               | Словенија                                    | Беч, Аустрија                                | 3. март 2002.                                |
| Океанијски рекорд                            | 2:00,36                                      | Тони Хоџкинсон                               | Аустралија                                   | Париз, Француска                             | 9. март 1997.                                |

### Најбољи резултати у 2008. години
Десет најбољих атлетичарки године на 800 метара у дворани пре првенства (7. марта 2008), имале су следећи пласман.
| 1.  | Наталија Игнатова           | Русија           | 1:58,84 | 9. фебруар  |
| 2.  | Марија Савинова             | Русија           | 1:59,46 | 9. фебруар  |
| 3.  | Марија Мутола               | Мозамбик         | 1:59,48 | 10. фебруар |
| 4.  | Евгенија Зинурова           | Русија           | 1:59,71 | 9. фебруар  |
| 5.  | Тетјана Петљук              | Украјина         | 1:59,76 | 10. фебруар |
| 6.  | Лилијана Барбулеску Попеску | Румунија         | 2:00,41 | 9. фебруар  |
| 7.  | Џенифер Медоуз              | Велика Британија | 2:00,42 | 21. фебруар |
| 8.  | Марија Тереза Мартинез      | Шпанија          | 2:00,68 | 21. фебруар |
| 9.  | Еветина Сентовска-Дрик      | Пољска           | 2:00,75 | 21. фебруар |
| 10. | Елиса Кусма Пичионе         | Италија          | 2:01,20 | 21. фебруар |

Такмичарке чија су имена подебљана учествовале су на СП 2008.

## Сатница
| Датум         | Време | Ниво          |
| ------------- | ----- | ------------- |
| 7. март 2008. | 17:55 | Квалификације |
| 8. март 2008. | 17:25 | Полуфинале    |
| 9. март 2008. | 17:15 | Финале        |

## Резултати

### Квалификације
Такмичење је одржано 7. марта 2008. године. Такмичарке су биле подељене у 4 групе. За пласман у полуфинале пласирале су се по 2 првопласирана из група (КВ) и 4 према постигнутом резултату (кв).,,.
Почетак такмичења: група 1 у 17:55, група 2 у 18:01, група 3 у 18:07, група 4 у 18:13.
| Плас. | Група | Атлетичарка             | Земља                | ЛР       | ЛРС      | Резултат | Белешка    |
| ----- | ----- | ----------------------- | -------------------- | -------- | -------- | -------- | ---------- |
| 1.    | 4     | Тетјана Петљук          | Украјина             | 1:57,34о | 1:59,76  | 2:00,40  | КВ         |
| 2.    | 4     | Џенифер Медоуз          | Уједињено Краљевство | 1:59,39о | 2:00,42  | 2:00,60  | КВ         |
| 3.    | 4     | Михаела Неакшу          | Румунија             | 1:59,78о | 2:03,01  | 2:00,79  | кв, ЛРС    |
| 4.    | 1     | Елиса Кусма Пичионе     | Италија              | 1:58,63о | 2:01,20  | 2:01,62  | КВ         |
| 5.    | 4     | Никол Тетер             | САД                  | 1:57,97о | 2:02,65  | 2:01,73  | кв, ЛРС    |
| 6.    | 1     | Тамсин Луис             | Аустралија           | 1:59,21о | 1:59,59о | 2:01,85  | КВ         |
| 7.    | 1     | Маријан Барнет          | Гвајана              | 1:59,47о | 2:03,76  | 2:02,35  | кв, НР, ЛР |
| 8.    | 1     | Маргарита Фуентес-Пила  | Шпанија              | 2:01,76о | 2:05,57  | 2:03,89  | кв, ЛРС    |
| 9.    | 3     | Seltana Aït Hammou      | Мароко               | 1:59,59о | 2:03,69  | 2:04,69  | КВ         |
| 10.   | 3     | Еветина Сентовска-Дрик  | Пољска               | 1:58,96о | 2:00,75  | 2:04,71  | КВ         |
| 11.   | 2     | Марија Мутола           | Мозамбик             | 1:55,19о | 1:59,48  | 2:04,82  | КВ         |
| 12.   | 2     | Марија Тереза Мартинез  | Шпанија              | 1:55,19о | 1:59,48  | 2:04,92  | КВ         |
| 13.   | 3     | Мерилин Окоро           | Уједињено Краљевство | 1:58,76о | 2:01,33  | 2:05,09  |            |
| 14.   | 2     | Агнес Самарија          | Намибија             | 1:59,15о |          | 2:05,23  | ЛРС        |
| 15.   | 2     | Никол Кук               | САД                  | 2:00,75  | 2:02,86  | 2:06,67  |            |
| 16.   | 3     | Марија Савинова         | Русија               | 1:59,46  | 1:59,46  | 2:06,72  |            |
| 17.   | 3     | Лисаира дел Вале        | Порторико            | 2:02,85о | 2:08,91  | 2:07,58  | ЛРС        |
| 18.   | 2     | Фања Ракотомалала-Фелик | Мадагаскар           | 2:09,23  | 2:09,23  | 2:08,42  | НР, ЛР     |
| 19.   | 4     | Наталија Гаљего         | Андора               | 2:13,04о | 2:14,62  | 2:15,97  |            |
|       | 1     | Наталија Игнатова       | Русија               | 1:58,84  | 1:58,84  | Диск.    |            |

### Полуфинале
Такмичење не одржано 8. марта 2008. године. Такмичарке су биле подељене у 2 групе. За пласман у финале пласирале су се по 3 првопласиране из група (КВ).,,
Почетак такмичења: група 1 у 17:25, група 2 у 17:32.
| Поз. | Група | Атлетичарка            | Земља                | Резултат | Белешка    |
| ---- | ----- | ---------------------- | -------------------- | -------- | ---------- |
| 1.   | 2     | Тетјана Петљук         | Украјина             | 1:59,58  | КВ, ЛРС    |
| 2.   | 2     | Џенифер Медоуз         | Уједињено Краљевство | 1:59,73  | КВ, ЛР     |
| 3.   | 2     | Елиса Кусма Пичионе    | Италија              | 2:00,36  | КВ, НР, ЛР |
| 4.   | 2     | Михаела Неакшу         | Румунија             | 2:01,70  |            |
| 5.   | 1     | Марија Мутола          | Мозамбик             | 2:01,81  | КВ         |
| 6.   | 1     | Марија Тереза Мартинез | Шпанија              | 2:01,86  | КВ         |
| 7.   | 1     | Тамсин Луис            | Аустралија           | 2:02,07  | КВ         |
| 8.   | 2     | Маријан Барнет         | Гвајана              | 2:02,27  | НР, ЛР     |
| 9.   | 1     | Еветина Сентовска-Дрик | Пољска               | 2:02,38  |            |
| 10.  | 1     | Никол Тетер            | САД                  | 2:04,72  |            |
| 11.  | 2     | Маргарита Фуентес-Пила | Шпанија              | 2:05,58  | ЛРС        |
| 10.  | 1     | Seltana Aït Hammou     | Мароко               | Диск.    |            |

### Финале
Такмичење не одржано 9. марта 2008. године у 17:15.,
| Поз. | Атлетичарка            | Земља                | Резултат | Белешка |
| ---- | ---------------------- | -------------------- | -------- | ------- |
|      | Тамсин Луис            | Аустралија           | 2:02,57  |         |
|      | Тетјана Петљук         | Украјина             | 2:02,66  |         |
|      | Марија Мутола          | Мозамбик             | 2:02,97  |         |
| 4.   | Марија Тереза Мартинез | Шпанија              | 2:03,15  |         |
| 5.   | Џенифер Медоуз         | Уједињено Краљевство | 2:03,51  |         |
| 6.   | Елиса Кусма Пичионе    | Италија              | 2:03,76  |         |

### Пролазна времена
| Дистанца | Атлетичарка    | Земља    | Време   |
| -------- | -------------- | -------- | ------- |
| 200 м    | Марија Мутола  | Мозамбик | 30,24   |
| 400 м    | Марија Мутола  | Мозамбик | 1:03,11 |
| 600 м    | Тетјана Петљук | Украјина | 1:34,14 |